# خواهر من آیلین (فیلم ۱۹۴۲)
خواهر من آیلین (انگلیسی: My Sister Eileen) فیلمی در ژانر کمدی به کارگردانی الکساندر هال است که در سال ۱۹۴۲ منتشر شد.

## بازیگران
- روسالیند راسل
- برایان اهرن
- جانت بلیر
- جورج توبیاس
- گرانت میچل
- ریچارد کواین
- الیزابت پترسون
- جف دانل
- فارست توکر
- جون هَوِک